# フランスの地理

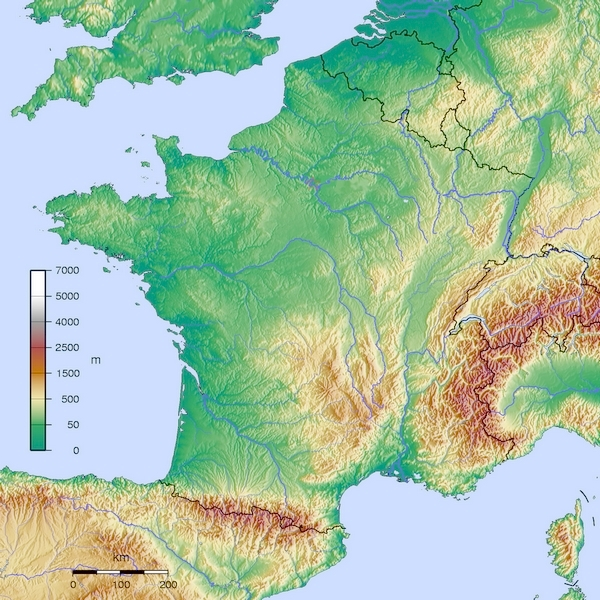
フランスの地図

フランスの地理 （フランス語: Géographie de la France）では、西ヨーロッパに位置するフランス共和国の地理条件や気候について概略的に解説する。
フランス本土の形状は六角形に似ていることから、フランス語で「レグザゴーヌ」（フランス語: l'Hexagone）とも呼ばれている。フランス本土の面積は55万1500km2、すべての海外領土を含めると67万5417km2に達し、東西南北の長さが1000kmにわたっている。海外領土を含めた場合には、総面積がロシアやウクライナに次いでヨーロッパの第3位である。
北海・イギリス海峡・大西洋・地中海に面しており、海岸線の長さが3427kmに達している。北部・東部の国境線を除けば、国のほとんどが海またはライン川・ジュラ山脈・ピレネー山脈・アルプス山脈を自然国境としている。最北部はノール県のブレ＝デューヌで、最南部はピレネー＝オリアンタル県のセルベールである。
フランス国土の大半が穏やかな海洋性気候に属していて、一部には温帯気候・地中海気候・高山気候がみられている。そのため、極端的に寒くなったり暑くなったりする事がほとんど無い。日本の四季折々の気候とは対照的に、フランスは年間を通じて春のような暖かさを保っていて、冬は氷点下になることが無く、夏は気温が29度を超えることも無い。この優しい気候は人間の生活や精細農業にとって最適とされ、フランスにおける野菜・果物・花・乳製品・ワインの生産量は全てヨーロッパのトップを占めている。

## 国境線
- フランス領ギアナにおける対ブラジル国境 - 673km
- 対スペイン国境 - 623km
- 対ベルギー国境 - 620km
- 対スイス国境 - 573km
- フランス領ギアナにおける対スリナム国境 - 510km
- 対イタリア国境 - 488km
- 対ドイツ国境 - 451km
- 対ルクセンブルク国境 - 73km
- 対アンドラ国境 - 56km
- サン・マルタン島における対オランダ国境 - 10.2km
- 対モナコ国境 - 4.4km
- 標高最高地点 - 4810m（モンブラン）

フランス・メトロポリテーヌの地形の特徴は、S françaisと言い表される。これはヴォージュ山脈の南から始まり、 ローヌ川谷をくだり、その南にある中央高地とピレネー山脈北部をかわし西進することを表す。
北から西に伸びるラインは、古生代から中生代の間に起きたヘルシニア造山運動によって生じた地帯、南から東のラインは、第三紀から第四紀に生じたアルプス造山運動によって生じた地帯である。ヘルシニア造山運動の地帯は総じてなだらかであるが、アルプス造山運動の地帯は険しい。河川は西部では大西洋に流れる一方、東部では地中海へ注ぐ。西部は大西洋からの影響を受けやすいが、東部では地中海からの影響がジュラ山脈に到達すると減少するかもしれない。

## フランスの行政区分

### 2015年までの地域圏
フランスは27の地域圏に分割されていた。22の地域圏はフランス・メトロポリテーヌ内にあり（そのうちのコルスは地方公共団体である）、他5つは海外領土である。
- フランス・メトロポリテーヌ内にある22の地域圏

| 1. アルザス地域圏 2. アキテーヌ地域圏 3. オーヴェルニュ地域圏 4. バス＝ノルマンディー地域圏 5. ブルゴーニュ地域圏 6. ブルターニュ地域圏 7. サントル＝ヴァル・ド・ロワール地域圏 8. シャンパーニュ＝アルデンヌ地域圏 9. コルス 10. フランシュ＝コンテ地域圏 11. オート＝ノルマンディー地域圏12. イル＝ド＝フランス地域圏 13. ラングドック＝ルシヨン地域圏 14. リムーザン地域圏 15. ロレーヌ地域圏 16. ミディ＝ピレネー地域圏 17. ノール＝パ・ド・カレー地域圏 18. ペイ・ド・ラ・ロワール地域圏 19. ピカルディー地域圏 20. ポワトゥー＝シャラント地域圏 21. プロヴァンス＝アルプ＝コート・ダジュール地域圏 22. ローヌ＝アルプ地域圏 |
コルスのみ、他の21の地域圏とは異なり、地方公共団体の地位を持つ。
海外県は5つである。
- グアドループ
- ギュイヤンヌ・フランセーズ
- マルティニーク
- レユニオン
- マヨット

### フランス・ドゥトル＝メール
フランス共和国がヨーロッパ以外に持つ海外領土の総称である。
- グアドループ
- マルティニーク
- ギュイヤンヌ・フランセーズ
- レユニオン
- サン・マルタン島
- サン・バルテルミー島
- サンピエール島・ミクロン島
- マヨット
- ヌーヴェル・カレドニーおよびチェスターフィールド諸島
- ポリネシー・フランセ
- ワリス・フテュナ
- フランス領南方・南極地域
- クリッパートン島

## 山地
- ヴォージュ山脈
- ジュラ山脈
- アルプス山脈
- 中央高地
- ピレネー山脈

## 半島
- コタンタン半島 (ノルマンディー)
- ブルターニュ半島

## 水理

### 湾
- ビスケー湾

### 河川
- ロワール川 - 国内最長の1012km
- セーヌ川
- ガロンヌ川
- ローヌ川
- ムーズ川
- ライン川
- スヘルデ川

### 湖
- レマン湖 - 国内最大で、面積は234 km2
- アヌシー湖
- ブルジュ湖
- ベール湖

### 運河
- ミディ運河
- サントル運河
- ローヌ・オ・ラン運河
- ブルゴーニュ運河
- ラテラル・ア・ラ・ロワール運河
- ベリー運河
- ナント・ア・ブレスト運河
- マラン・ア・ラ・ロシェル運河
- ロワン運河
- ブリアル運河

## 主なフランスの島
- レユニオン
- グアドループ
- マルティニーク
- コルス島
- ブレア島
- バ島
- モレーヌ島
- ウェサン島
- サン島
- グロワ島
- ベル＝イル＝アン＝メール